# 田口精一
田口 精一（たぐち せいいち、1930年（昭和5年）2月4日 - ）は、日本の俳優。兵庫県出身。劇団民藝所属。1952年の『巖頭の女』で初舞台を踏んだ。

## 出演

### 映画
- 警察日記 ブタ箱は満員（1961年、日活） - 柳原
- 天国と地獄（1963年、東宝） - 中村刑事
- 非行少年 陽の出の叫び（1967年、日活） - 工員B
- 黒部の太陽（1968年、三船プロ・石原プロ） - 高熱墜道抗夫
- 男はつらいよ 寅次郎あじさいの恋(1982年、松竹)　- 冒頭の画家

### テレビドラマ
- 助け人走る 第29話「地獄大搾取」（1974年、ABC / 松竹） - 駒吉
- 白い秘密 - 住職 役（1976年-1977年　TBS/松竹株式会社）
- 戦後史実録シリーズ 空白の900分 -国鉄総裁怪死事件- （1980年、NHK）

### 舞台
- 1952年『巖頭の女』 運転手 役
- 2005年1・3月 『火山灰地』 森田音造 役
- 2007年10月 『白バラの祈り』シュミット 役
- 2008年10月　『海鳴り』 山科屋 役
- 2010年10月 『どろんどろん』 小針 役
- 2012年4月 『マギーの博物館』 じっちゃん 役
- 2012年『白バラの祈り』（再演・各地公演）シュミット 役
- 2013年『どろんどろん』（再演・各地公演） 小針 役

### テレビアニメ
- 日本名作童話シリーズ 赤い鳥のこころ